# Mary Boland

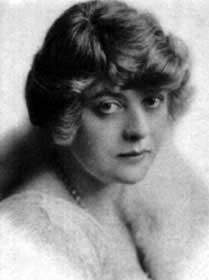
Mary Boland.

Mary Boland, född 28 januari 1882 i Girardville, Pennsylvania, död 23 juni 1965 i New York, var en amerikansk skådespelare. Under 1930-talet gjorde hon flera komedifilmer med Charles Ruggles som motspelare.
För sina insatser inom film har hon en stjärna på Hollywood Walk of Fame vid adress 6150 Hollywood Blvd.

## Filmografi, urval
- 1932 – Om jag hade en miljon
- 1934 – Äventyr på bröllopsresan
- 1935 – Det var livat i Paris
- 1939 – Kvinnorna
- 1940 – En man för Elizabeth
- 1940 – Nymånen
- 1940 – En natt i tropikerna
- 1944 – I vår tid
- 1948 – Julia gör skandal